# Tomeurus
Genre
Espèce
Tomeurus est un genre de poissons de la famille des Poeciliidae. C'est un genre monotypique, c'est-à-dire qu'il ne compte qu'une seule espèce, Tomeurus gracilis.

## Liste des espèces
Selon Fishbase:
- Tomeurus gracilis Eigenmann, 1909